# 陶李
陶李（1990年1月10日—），原籍中國，出生于湖北武漢，新加坡女子游泳运动员。

## 生涯
陶李出生於游泳世家，父親是湖北省游泳隊總教練陶然，母親則是現任新加坡游泳教練李艷。她在5歲時已開始接受游泳訓練，7岁就开始参加游泳比赛。母親李艳於2001年到新加坡發展，她在两年后也跟隨到新加坡讀書，至2004年獲得新加坡永久居留權，2005年8月成為新加坡公民。2005年，年僅15歲的她便代表新加坡在東南亞運動會拿下4金1銅，並打破了多項新加坡全國紀錄。
2006年，陶李又在多哈亞運會上壓倒名將周雅菲贏得50米蝶泳金牌，此亦為新加坡24年來的首枚亞運會游泳金牌。
2010年，陶李代表新加坡參加廣州亞運會游泳比賽的女子50米蝶泳、100米蝶泳、50米仰泳及4x100米混合泳接力項目，奪得一金一銀。